# Anumeta arabiae
Anumeta arabiae là một loài bướm đêm thuộc họ Erebidae. Loài này được tìm thấy ở Ả Rập Xê Út, Jordan và Israel.
Chúng sinh sản khoảng 2 lứa trong một năm. Con trưởng thành bay từ tháng 1 đến tháng 2 và tháng 4.